# Лизбург (Алабама)
Лизбург (енгл. Leesburg) град је у америчкој савезној држави Алабама. По попису становништва из 2010. у њему је живело 1.027 становника.

## Демографија
Према попису становништва из 2010. у граду је живело 1.027 становника, што је 228 (28,5%) становника више него 2000. године.
| Група             | 2000.       | 2010.       |
| Белци             | 790 (98,9%) | 986 (96,0%) |
| Афроамериканци    | 0 (0,0%)    | 11 (1,1%)   |
| Азијати           | 2 (0,3%)    | 0 (0,0%)    |
| Хиспаноамериканци | 3 (0,4%)    | 13 (1,3%)   |
| Укупно            | 799         | 1.027       |